# Вітебська різанина
Вітебська різанина 1623 року — вбивства і побиття православними городянами Вітебська уніатських священників, внаслідок підбурювання. Головним безпосереднім результатом повстання стало вбивство уніатського (греко-католицького) архієпископа Йосафата Кунцевича.

## Передісторія
Брестська унія 1596 року розділила християнське населення Великого Князівства Литовського на уніатів і «схизматиків». Одним із центрів релігійних хвилювань стало Вітебське воєводство. Опозицію унії склали братські школи (у Вільні і Києві), в складі яких діяв Мелетій Смотрицький. Для утвердження унії до Вітебського воєводства прибув полоцький архієпископ Йосафат Кунцевич. Він переконував православних парафіян до переходу в унію. 1622 року стався інцидент з нападом розгніваних мешканців Вітебська під час церковної служби на уніатське духовенство на чолі з Кунцевичем, яке було побито. Заарештованих учасників нападу звільнили городяни після штурму міської ратуші.

## Різанина

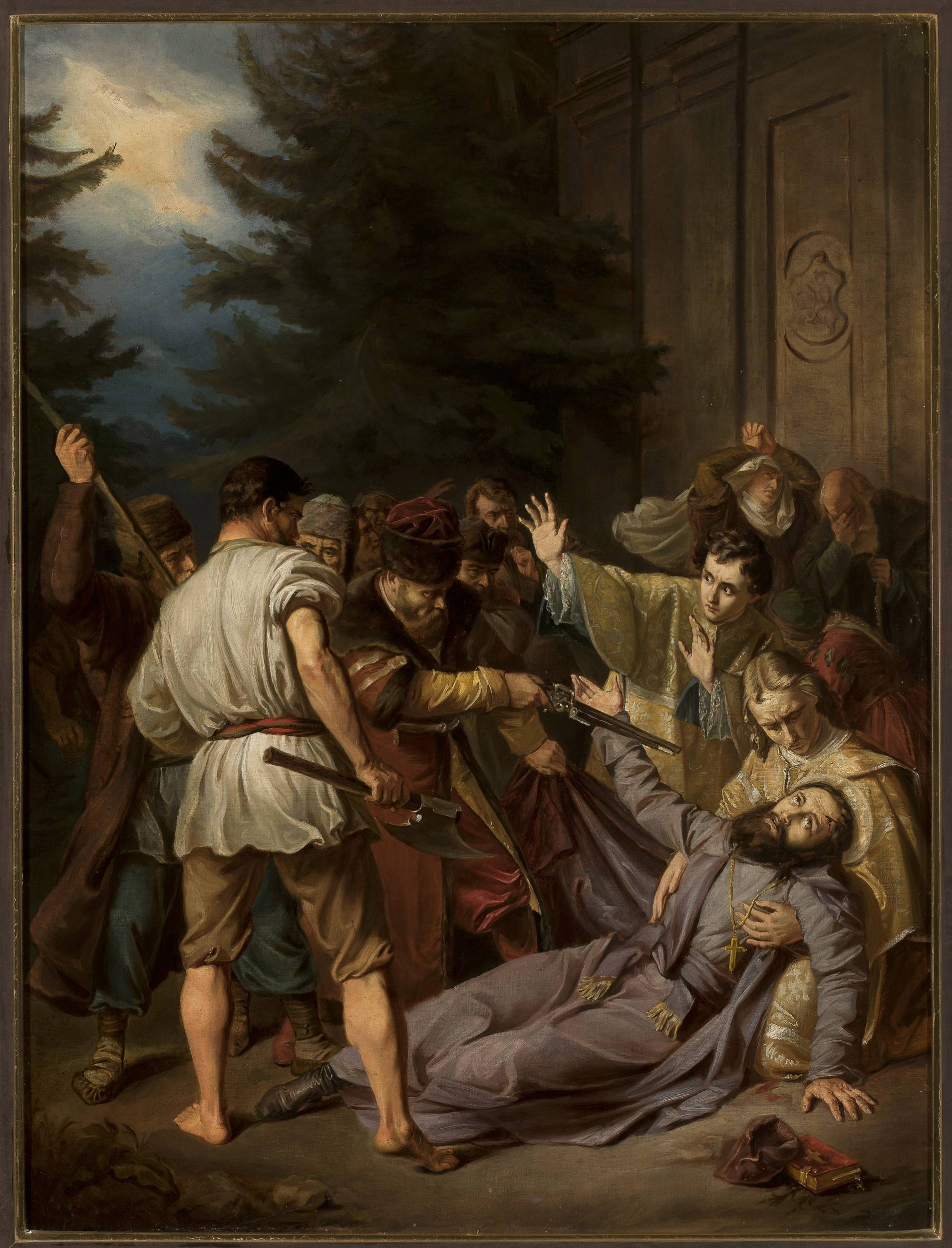
Юзеф Зіммлер. Мученицька смерть Йосафата Кунцевича. 1861 рік

Вітебська різанина почалася 12 листопада 1623 року під керівництвом вітебця Степана Пасіора, полочанина Петра Васильовича, його сина Василя та інших. У різанині брали участь також підбурені жителі Полоцька, Могильова, Орші, Вільно і сіл Вітебського воєводства. За сигналом дзвонів ратуші і православних храмів кілька тисяч православних вирушили до резиденції Кунцевича, де вбили його і, протягнувши тіло вулицями міста, скинули його в Західну Двіну. Разом з Кунцевичем було вбито ще кількох уніатських священників, знищено архів архієпископа, розграбовано його майно.
На вимогу папи Урбана VIII, король польський і великий князь литовський Сигізмунд III направив до Вітебська збройні загони, які силою придушили повстання. На суді засуджено до смерті 120 осіб, з них страчено 19, зокрема два бургомістри (Наум Вовк і Семен Неша). 78 осіб разом зі Степаном Пасіором втекли і були засуджені заочно. Оскільки співучасниками повстання було оголошено всіх городян Вітебська, місто позбавили магдебурзького права і всіх інших привілеїв. Вітебську ратушу було зруйновано, також на місто накладено штраф 3079 злотих. Всі дзвони міста було перелито в один дзвін у пам'ять про Йосафата Кунцевича.
1643 року Урбан VIII визнав Кунцевича блаженним, а 1867 року Пій IX зарахував його до лику святих, проголосивши покровителем Русі і Польщі. В енцикліці Ecclesiam Dei Пій XI назвав Кунцевича «апостолом єднання».
1980 року на будівлі вітебської ратуші встановлено меморіальну дошку в пам'ять про подію. Нині її демонтовано.
Вбивці єп.Кунцевича, крім одного, прийняли перед своєю стратою з’єдинення, а вороги прилюдно складали визнання віри. Полоцький радник Іван Ходига говорив: «Бог хотів показати, що священномученик
Йосафат після своєї смерті може навернути тих, що не хотіли слухати його за життя!».
Символом духовної переміни, яку започаткувала смерть свящ.Йосафата, було дивне навернення Мелетія
Смотрицького, суперника Йосафата на Полоцькому єпископстві, а також головного ініціатора його
смерті.